# Peter Zurbriggen

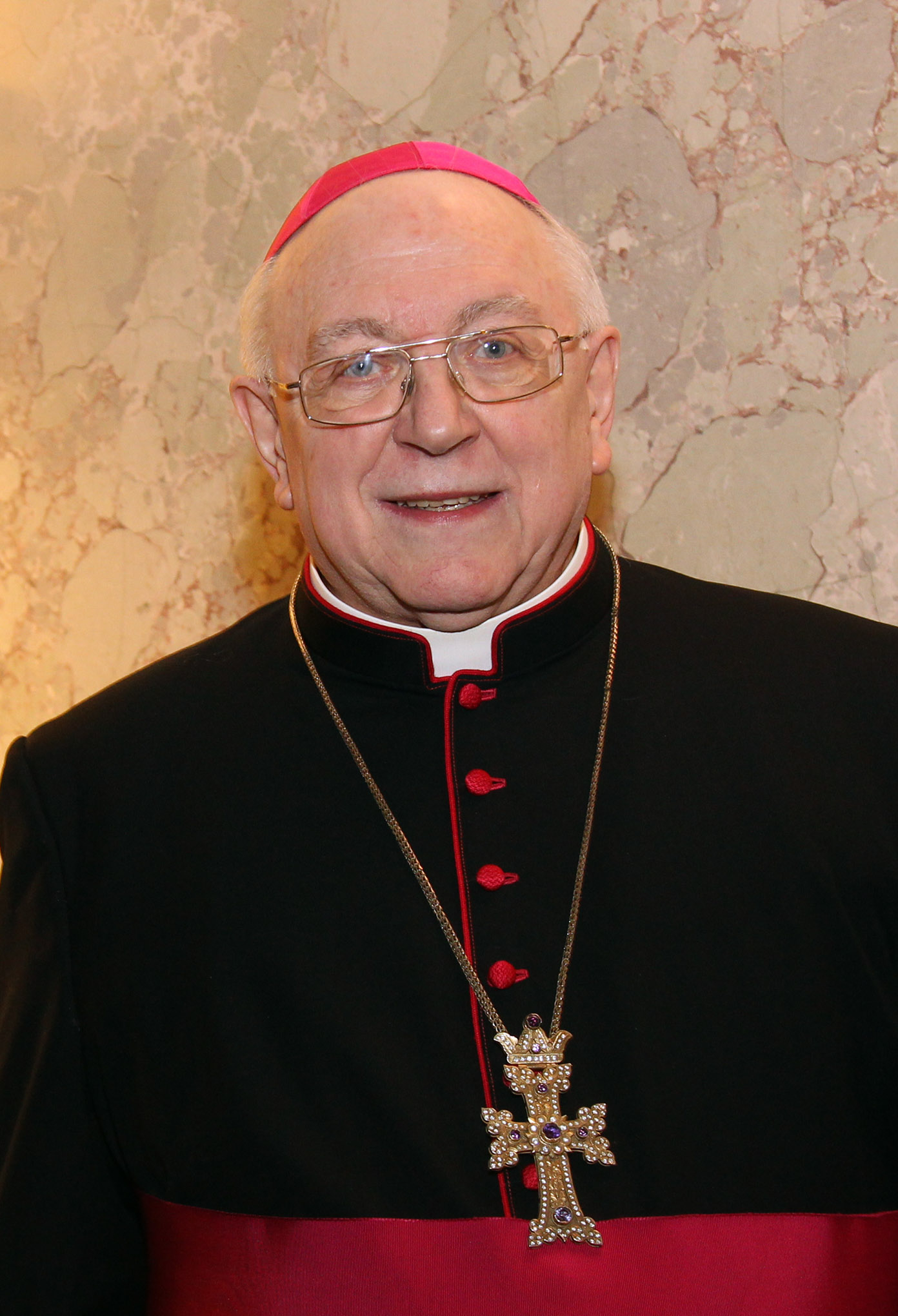
Erzbischof Peter Zurbriggen (2014)

Erzbischofswappen

Peter Stephan Zurbriggen (* 27. August 1943 in Brig, Schweiz; † 28. August 2022 daselbst) war ein Schweizer römisch-katholischer Geistlicher, Erzbischof und Diplomat des Heiligen Stuhls.

## Leben und Wirken

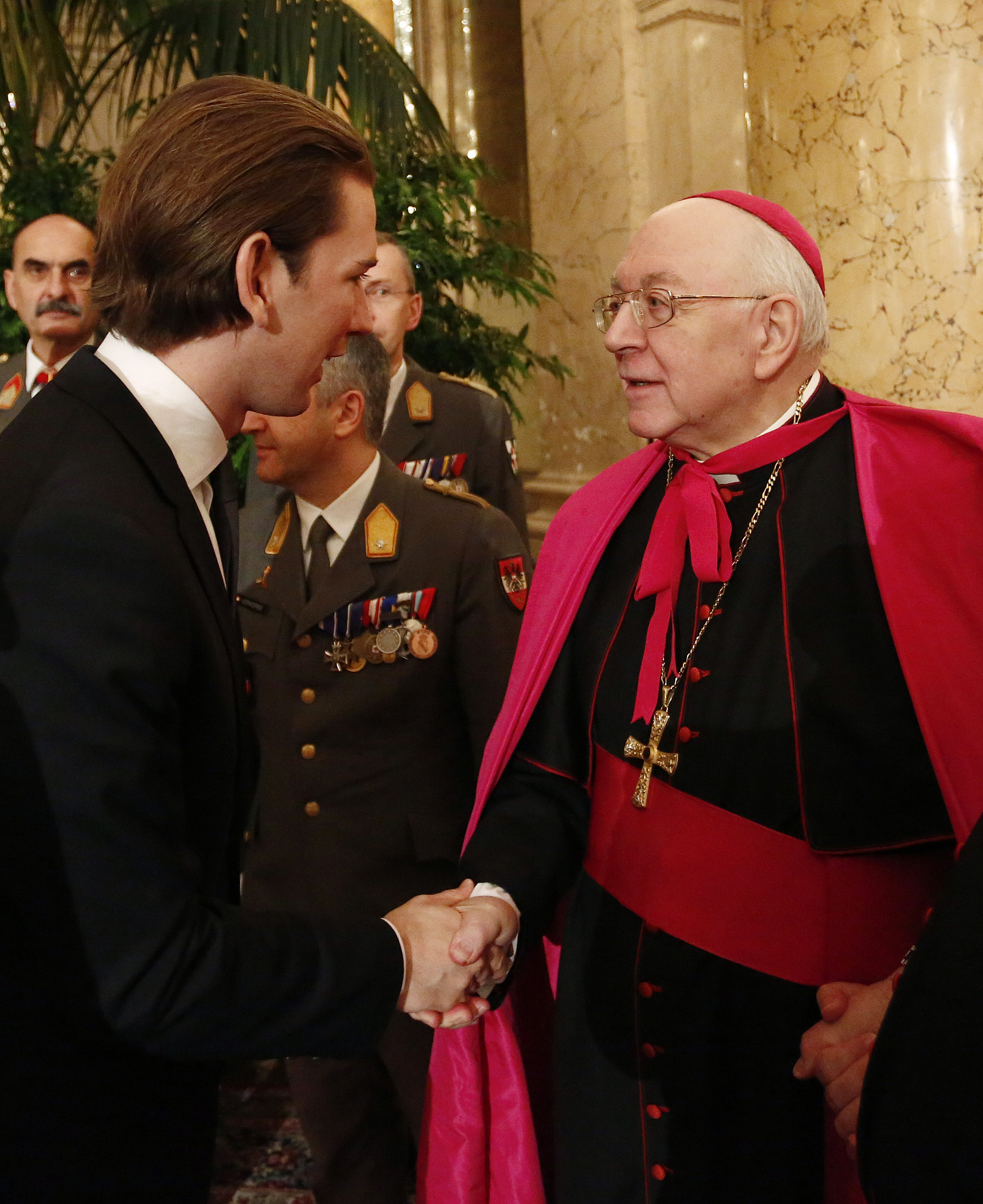
Außenminister Kurz und Zurbriggen beim Neujahrsempfang der Republik Österreich für das Diplomatische Corps, 2015

Peter Zurbriggen war der Sohn von Leo Zurbriggen und Elsa, geb. Chiaverio. Nach der Matura im Jahre 1963 am Kollegium „Spiritus Sanctus“ Brig absolvierte Zurbriggen seinen Militärdienst in der Festungs-Artillerie in Airolo. Von 1963 bis 1965 studierte Peter Zurbriggen zunächst Katholische Theologie und Philosophie im Diözesanseminar des Bistums Sitten, bevor ihn sein Bischof François-Nestor Adam nach Rom schickte, wo er Alumne des Collegium Germanicum et Hungaricum wurde, während er an der Päpstlichen Universität Gregoriana studierte. Zurbriggen empfing am 10. Oktober 1969 in Sant’Ignazio di Loyola in Campo Marzio durch den Berliner Erzbischof, Alfred Kardinal Bengsch, die Priesterweihe und studierte von 1969 bis 1974 an der Päpstlichen Diplomatenakademie. Von 1971 bis 1973 war er zudem als Religionslehrer am Wirtschaftsgymnasium der Schweizer Schule in Rom tätig. An der Päpstlichen Lateranuniversität wurde er 1975 mit der kirchenrechtlichen Arbeit „Der Grundsatz der bona fides – Ansätze und Möglichkeiten seiner Verwirklichung im Völkerrecht“ bei Agostino Curti-Gialdino promoviert.
Seit dem 5. März 1975 im Diplomatischen Dienst des Heiligen Stuhls, erfolgte am 13. November 1975 seine Ernennung zum Nuntiaturattaché und Nuntiatursekretär in Bolivien. Papst Paul VI. verlieh ihm am 29. November 1976 den Ehrentitel Kaplan Seiner Heiligkeit (Monsignore).
Am 20. Januar 1979 wurde er Nuntiatursekretär in Bonn, bevor er am 3. September 1982 Auditor an der Nuntiatur in Montevideo, Uruguay sowie schließlich am 17. Juli 1985 in Paris, Frankreich, wurde. Nach Ernennung zum Prälaten Seiner Heiligkeit wurde er am 1. Juli 1989 zum Nuntiaturrat an der Päpstlichen Vertretung in Bangui, Zentralafrika, ernannt und war von 1989 bis 1991 für die Apostolische Delegation Südliches Afrika (Südafrika, Botswana, Swasiland, Namibia) sowie an der Apostolischen Nuntiatur im Königreich Lesotho tätig. Von 1991 bis 1993 war er an der Apostolischen Nuntiatur in Indien und in Nepal mit Sitz in Neu-Delhi tätig.
Papst Johannes Paul II. ernannte Peter Zurbriggen am 13. November 1993 zum Titularerzbischof von Glastonia und bestellte ihn zum Apostolischen Delegaten in Mosambik. Am 6. Januar 1994 spendete ihm Papst Johannes Paul II. selbst im Petersdom die Bischofsweihe; Mitkonsekratoren waren Giovanni Battista Re, Kurienerzbischof im Staatssekretariat des Heiligen Stuhls, und Josip Uhač, Sekretär der Kongregation für die Evangelisierung der Völker und Leiter der Päpstlichen Kommission für Missionsfragen. Sein bischöflicher Wahlspruch war „Sancta crux mihi lux“. 1996 erfolgte die Ernennung zum Apostolischen Nuntius in Mosambik. 
Nach fünf Jahren im diplomatischen Dienst des Vatikans in Afrika erfolgte am 13. Juni 1998 seine Ernennung zum Apostolischen Nuntius für Georgien, Armenien und Aserbaidschan mit Sitz in Tiflis, bevor er am 15. Oktober 2001 Apostolischer Nuntius in Estland, Lettland und Litauen mit Sitz in Vilnius wurde. Wie auch seine Vorgänger Justo Mullor García und Erwin Josef Ender, die seit der Unabhängigkeit der baltischen Staaten den Heiligen Stuhl dort vertreten hatten, wurde auch Peter Stephan Zurbriggen am 15. November 2001 zusätzlich zum Apostolischen Administrator für Estland ernannt, wo er sich für die Etablierung der kleinen katholischen Kirche einsetzte. Nachdem Papst Johannes Paul II. am 23. März 2005 mit Philippe Jean-Charles Jourdan wieder einen in Tallinn (Reval) residierenden Oberhirten ernannt hatte, war Peter Stephan Zurbriggen wieder ausschließlich als diplomatischer Vertreter des Papstes für Estland, Lettland und Litauen tätig.
Am 14. Januar 2009 ernannte ihn Papst Benedikt XVI. zum Apostolischen Nuntius in Österreich. Er traf am 2. April 2009 in Wien ein und überreichte am 17. April seine Akkreditierung dem Bundespräsidenten der Republik Österreich, damit trat er sein Amt an. Er war Doyen des Diplomatischen Corps in Österreich. Seinen altersbedingten Rücktritt nahm Papst Franziskus zum 30. November 2018 an.
Zurbriggen war Ur-Mitglied der GV Brigensis und der AV Helvetia Romana im Schweizerischen Studentenverein. Seit 2010 war er Ehrenmitglied der K.Ö.H.V. Leopoldina Innsbruck im ÖCV.
Er war Träger zahlreicher staatlicher und kirchlicher Auszeichnungen. Im Jahr 2017 erhielt er von der Steirischen Landesregierung das Große Goldene Ehrenzeichen mit dem Stern verliehen, 2018 von der Tiroler Landesregierung den Großen Tiroler Adler-Orden sowie dem Montfortorden des Landes Vorarlberg. Zudem wurde er mit dem Grossen Goldenen Ehrenzeichen am Bande für Verdienste um die Republik Österreich geehrt.  
Peter Zurbriggen sprach Deutsch, Französisch, Italienisch, Englisch, Spanisch und Portugiesisch.
Er starb am 28. August 2022 im Alter von 79 Jahren in seinem Walliser Heimatort Brig in der Schweiz, wo er am 5. September desselben Jahres auch beigesetzt wurde.